# 횡문근육종
횡문근육종(橫紋筋肉腫, rhabdomyosarcoma, RMS)은 중간엽 세포가 골격 근의 근세포로 완전하게 분화되지 못한 상태에서 발생하는 매우 공격적인 종양이다. 종양 세포는 횡문근육모세포로 분류된다.
네 가지 아형이 존재하는데 배아형횡문근육종(embryonal rhabdomyosarcoma), 포상횡문근육종(alveolar rhabdomyosarcoma), 다형성횡문근육종(pleomorphic rhabdomyosarcoma), 그리고 방추세포/경화형횡문근육종(spindle-cell/sclerosing rhabdomyosarcoma)이 있다. 배아형과 포상이 어린이와 청소년의 가장 흔한 연부조직육종이다. 다형성횡문근육종은 일반적으로 성인에서 발견된다.
횡문근세포에서 발전하는 공격적인 악성 암이다. 보통은 어린 시절의 질병으로 간주되는데, 대다수가 18세 미만에게 발생하기 때문이다. H&E 염색에서 보이는 바에 따라 어린 시절의 소청색원형세포종양(small-blue-round-cell tumors)으로 보통 기술된다. 상대적으로 희귀한 암이지만, 기록된 모든 연조직 육종들 가운데 약 40%를 차지한다.
횡문근육종은 몸 어느 부위에서나 발병할 수 있지만, 주로 머리, 어깨, 안와, 비뇨생식관, 손발에서 볼 수 있다. 횡문근육종의 분명한 위험 요소는 없지만 질병은 일부 선천적 이상과 관련된다. 종양의 위치에 따라 증상과 징후가 다양하며 예후는 주로 원발 종양의 위치와 관련이 있다. 흔한 전이 부위는 폐, 골수, 그리고 뼈이다. RMS에 대한 여러 분류 체계와 조직 유형이 있는데, 그 중 배아형횡문근육종이 가장 흔하며 전체 환자의 약 60%를 차지한다.
RMS의 예후는 암의 아형에 따라 5년 생존률이 35~95% 사이로 다양하며, 효과적인 치료와 관리를 위해 정확한 진단이 중요하다.
치료는 주로 수술, 항암화학요법, 방사선 치료의 복합적인 접근이 필요하다. RMS로 새롭게 진단된 환자 중 전이가 없는 경우 60~70%가 복합적인 치료 방법을 통해 치료할 수 있다. 공격적인 다각도 치료에도 불구하고 전이성 RMS를 가진 환자에서는 20% 미만만 치료할 수 있다.

## 아형
횡문근육종의 진단 과정의 어려움으로 인해 명확한 아형의 분류는 어렵다. 이로 인해 분류 시스템은 기관마다 차이가 있었다. 그러나 2020 WHO 분류에서 횡문근육종을 네 가지 조직학적 아형으로 나누었다: 배아형, 포상, 다형성, 그리고 방추세포/경화형

### 배아형(Embryonal)
배아형횡문근육종(Embryonal rhabdomyosarcoma, ERMS)은 가장 흔한 유형으로, 소아 환자의 약 6-70%를 차지한다. 0세에서 4세까지의 어린이에서 가장 흔하며, 발생률은 백만 명당 네 건으로 보고된다. 종양은 머리와 목, 그리고 비뇨기관에서 종종 나타난다.

### 포상(Alveolar)
포상횡문근육종(Alveolar rhabdomyosarcoma, ARMS)은 두 번째로 흔한 유형이다. ARMS는 RMS 연관 종양 중 약 20~25%를 차지하며, 0세에서 19세까지의 모든 연령에서 백만 명당 한 건 정도의 발생률이 보고된다. ARMS는 주로 사지,, 몸통, 그리고 복막에서 더 자주 발견된다. 또한 ERMS보다 더 공격적으로 진행한다.

### 다형성(Pleomorphic)
다형성횡문근육종(Pleomorphic rhabdomyosarcoma)은 주로 성인에서 발생하며 소아에서는 드물게 발생하며 주로 사지에서 발견된다.

### 방추세포/경화형(Spindle-cell/sclerosing)
방수세포/경화형횡문근육종(Spindle-cell/sclerosing rhabdomyosarcoma)는 2020 WO 분류에서 새롭게 추가된 연부조직 육종의 아형이다.
방추세포/경화형횡문근육종은 평활근육종과 매우 유사한 형태를 보인다. 주로 고환 주변에서 발생하며, 5년 생존률은 95%로 보고되고 있는 예후가 좋은 아형이다.

## 증상과 징후
횡문근육종은 체내 연조직이라면 거의 모든 곳에서 발생할 수 있다. 가장 흔히 볼 수 있는 부위로는 비뇨 생식기(24%), 뇌막 인접 부위(16%), 손발(19%), 안와(9%), 기타 손과 목(10%), 기타 부위(22%)가 있다.
RMS는 원발종양의 부위에 따라 증상과 징후가 크게 다를 수 있다. 비뇨기계에 종양이 생기는 경우에는 혈뇨, 요로 폐쇄, 그리고 고환 또는 질의 덩어리로 나타날 수 있다. 후복막공간과 종격에 발생하는 경우에는 증상과 징후가 발생하기 전에 암의 크기가 상당히 증가할 수 있다. 뇌막주위에 발생하는 종양은 뇌신경 기능 이상, 부비동염 증상, 귀 분비물, 두통 그리고 얼굴 통증으로 나타날 수 있다. 안와에 발생하는 종양은 안와 부종과 돌출로 나타날 수 있다. 사지에 발생하는 종양은 발생 조직에서 빠르게 커지며 단단한 종양으로 나타난다.

## 위험 인자
횡문근육종을 진단하는 것은 어렵다. 종양의 발생 위험을 증가시키는 위험 인자는 리-프라우메니 증후군(Li-Fraumeni syndrome), 신경섬유종증 1형, 베크위트-위드만 증후군, 코스텔로 증후군, 누난 증후군, DICER1 증후군 등과 같은 유전적 장애가 있다.

## 진단
횡문근육종은 다른 암과의 유사성과 분화 수준의 다양성으로 인해 진단이 어렵다. H&E 염색에서의 소견을 통해 소청색원형세포종양(small-blue-round-cell tumors)으로 분류되기도 한다. 소청색원형세포종양을 보이는 다른 종류의 암은 신경모세포종, 유잉육종, 림프종 등이 포함되며, 횡문근육종을 진단할때 유사한 소견의 병들을 명확하게 배제하는 것이 요구된다.

## 치료
횡문근육종의 수술, 항암화학요법, 방사선 치료, 면역항암요법을 포함한 다학제적 접근이 필요하다. 수술은 일반적으로 치료 접근의 첫 번째 단계이다. 종양의 제거 가능성은 종양의 위치에 따라 다양하며, 몇몇 종양은 수술적 완전 절제가 불가능하고 중대한 기능 손실이 동반되는 부위에 발생한다. 횡문근육종 중 음성절제면을 포함하여 완전히 절제할 수 있는 경우는 20% 미만이다. 횡문근육종은 항암화학요법에 매우 민감하며 약 80%에서 항암화학요법에 반응한다. 사실상 모든 횡문근육종 환자에서 다제 항암화학요법이 권고된다. 수술 전과 수술 후 항암화학요법을 시행하기 이전의 수술 후 생존율은 20% 미만이었다. 현대 항암화학요법의 생존율은 약 60~70%이다.

## 예후
횡문근육종 환자의 예후는 나이, 종양의 위치, 종양의 절제 가능성, 종양 크기, 림프절 전이 정도, 전이의 존재, 전이의 부위 및 범위, 그리고 종양 세포의 생물학적 및 병리학적 특성에 따라 다르다. 암의 재발 후 생존율은 낮으며 새로운 구제치료 전략이 필요하다.

## 역사
횡문근육종은 1845년 독일의 의사 웨버(Weber)가 처음 기술하였으나 RMS를 공식 분류한 것은 1946년 아서 스타우트(Arthur Stout)의 논문에 이르러서이다.

## 같이 보기
- 횡문근종